# Hermes Comunicacions
Hermes Comunicacions és el primer gran grup de comunicació escrita en català, que compta amb 54.000 exemplars cada dia al carrer i té més de 600.000 lectors a internet. Està presidit per Joan Vall Clara.
El dia 27 de novembre del 2009 Hermes Comunicacions comprà el 100% de les participacions de Corporació Catalana de Comunicació, empresa editora del diari Avui. El dia 8 de gener del 2010 la junta general extraordinària d'accionistes de l'empresa aprovà una ampliació de capital de fins a 5 milions d'euros.
Compta amb els diaris El Punt Avui i L'Esportiu, el setmanaris Presència, L'Econòmic i Cultura, les revistes mensuals Catalonia Today i Barçakids i el portal digital d'habitatge El Punt Habitatge. Anteriorment, també editava el desaparegut canal El Punt Avui TV i Punt de Festa.

## Empreses filials
- Maig 2011, societat de responsabilitat limitada laboral creada el 2011.
- Taller d'Iniciatives Editorials, societat limitada creada el 2010.
- Catalonia Today, societat limitada creada el 2003 i absorbida el 2017 per Hermes Comunicacions.
- Comercialitzadora i Editora de la Coordinadora de Mitjans, societat limitada creada el 2001 i absorbida el 2017 per maig 2011.
- Corporació Catalana de Comunicació, societat limitada creada el 1998 i absorbida el 2012 per Hermes Comunicacions.
- Revista Presència, societat limitada creada el 2012 i absorbida el 2017 per Hermes Comunicacions.
- Xarxa de Serveis i de Comunicacions 2014, societat limitada creada el 2013 i absorbida el 2017 per Hermes Comunicacions.